# Амніотична рідина
Амніоти́чна рідина́ або навколоплі́дні во́ди, плодові во́ди (лат. liquor amnii) — біологічна рідина, що заповнює порожнину амніона у матці, забезпечує вільні рухи плода, захищає його від пошкоджень, бере участь у його обміні речовин.

## Характеристика
Амніотична рідина являє собою секрет амніона. Прозора або дещо мутна, містить луски епідермісу, первородного мастила і пушкове волосся плоду. Містить білки, жири, глюкозу, гормони, солі, вітаміни, а також продукти життєдіяльності плода.
Навколоплідні води людини змінюються кожні 3 години. Найінтенсивніше утворення рідини спостерігається в перші місяці вагітності, тому в останні тижні об'єм вод становить близько 0,5—2 л. Із початком пологів міхур із навколоплідними водами сприяє нормальному розкриттю шийки матки. Після її розкриття на висоті перейм міхур лопається і передні води виливаються.

## Пренатальна діагностика
Амніотична рідина — важливе джерело, за аналізом якого судять про стан плоду. Дані, отримані шляхом амніоцентезу, дають змогу виявити вроджені та генетичні хвороби плоду. Дослідження статевого хроматину в клітинах епідермісу, які містяться амніотичній рідині, дозволяє визначити стать плоду, а також такі хвороби як гемофілія, м'язова дистрофія Дюшенна.
Біохімічне дослідження амніотичної рідини дозволяє судити про наявність порушень обмінних процесів плоду, діагностувати гіпоксію. Також за навколоплідними водами можна встановити групу крові плоду.
Якщо стан вагітної вимагає стимулювання передчасних пологів, досліджуючи амніотичну рідину, встановлюють кількість лецитину і сфінгомієліну. За ними можна судити про ступінь зрілості легенів плоду, тобто його здатність дихати самостійно.